# باول كاميلري
باول كاميلري (بالإنجليزية: Paul Camilleri)‏ هو دراج مالطي، ولد في 6 يناير 1934 في بيركيركارا في مالطا.

## وصلات خارجية
- باول كاميلري على موقع أرشيف الدراجات (الإنجليزية)
- باول كاميلري على موقع إحصائيات الدراجات الإحترافية (الإنجليزية)
- باول كاميلري على موقع أوليمبيديا (الإنجليزية)